# Cal Jovans
Cal Jovans és una casa de Torà, a la comarca del Solsonès, inclosa a l'Inventari del Patrimoni Arquitectònic de Catalunya. Forma part del conjunt de cases que tanquen, pel nord, la plaça de la Font, on hi dona la façana principal. La porta d'accés s'obre a la petita façana del darrere, al carrer Vila Vella. La llinda de la porta duu inscrita la data "1712".

## Descripció
Gran casalot del segle xviii amb elements destacables que ens fa pensar que es tractava d'un palauet notable.

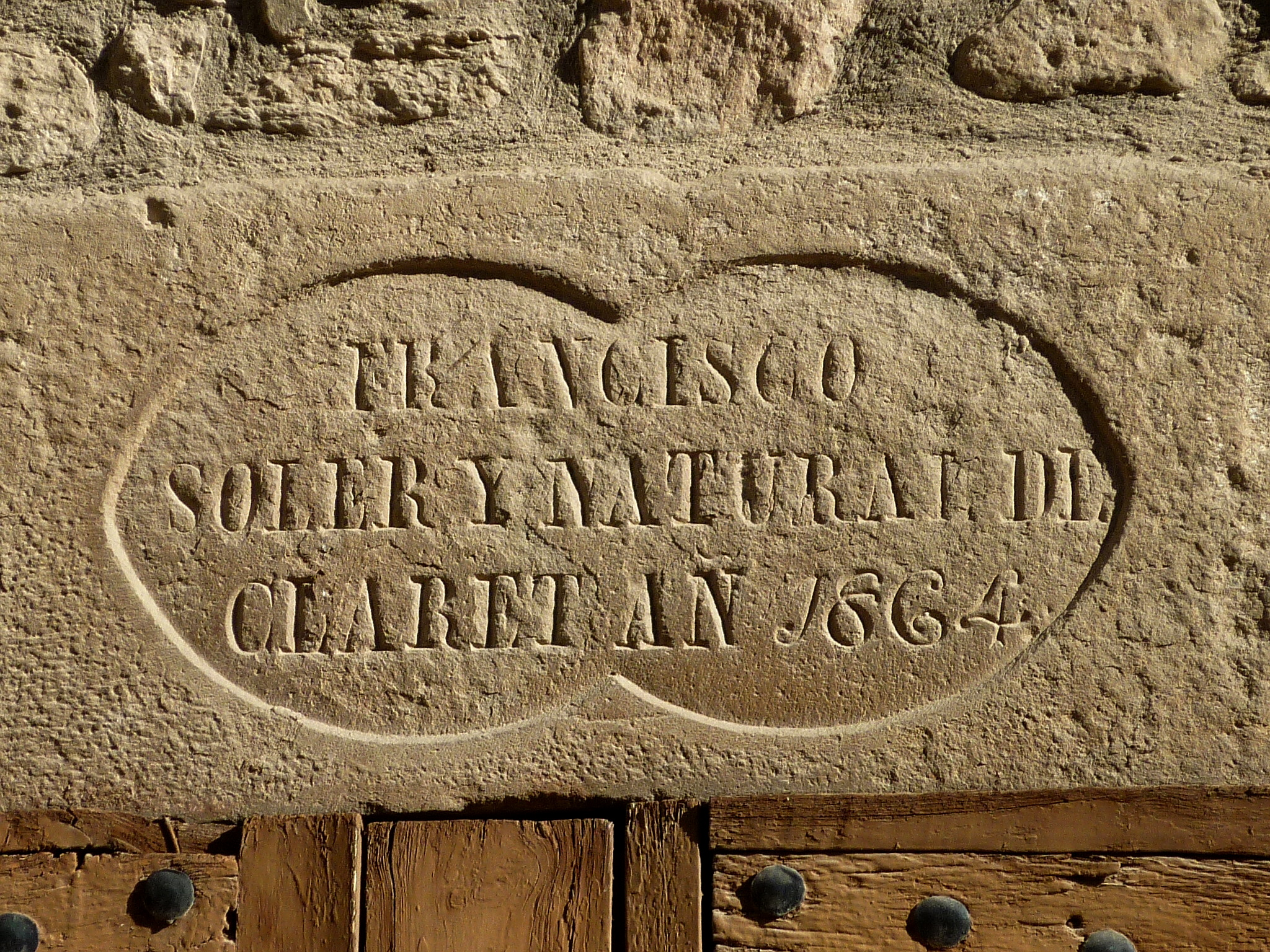
Segell a la llinda

A la planta baixa observem dues portades rectangulars, una més petita que l'anterior. La gran presenta una llinda amb una inscripció que diu el següent: "FRANCISCO SOLER Y NATURAL DE CLARET AÑ 1864".
Al primer pis apareixen tres finestres rectangulars amb reixa de ferro colat; la de l'extrem dret és una mica més petita que les altres dues. A la segona planta trobem una porta balconera rectangular amb balcó de forja i dues finestres quadrangulars amb ampit a banda i banda. El tercer pis presenta una gran obertura amb arc rebaixat i barana de forja que s'obre a una galeria. A cada extrem de la galeria una porta balconera amb reixa de forja. Entre la galeria i el balcó de la dreta hi ha un rellotge de sol que pren gran part del protagonisme de la façana. L'últim pis presenta dues obertures amb arc escarser i barana de forja, i a l'extrem esquerre una finestreta quadrangular.
Un dels elements més interessants d'aquesta casa el trobem a la façana del darrere, on apareix una finestra geminada gòtica que ens fa pensar que aquesta casa era propietat d'una de les famílies benestants del municipi.
Tota la façana presenta un paredat de pedra irregular i en el cas dels dos pisos superiors, aquests estan arrebossats.

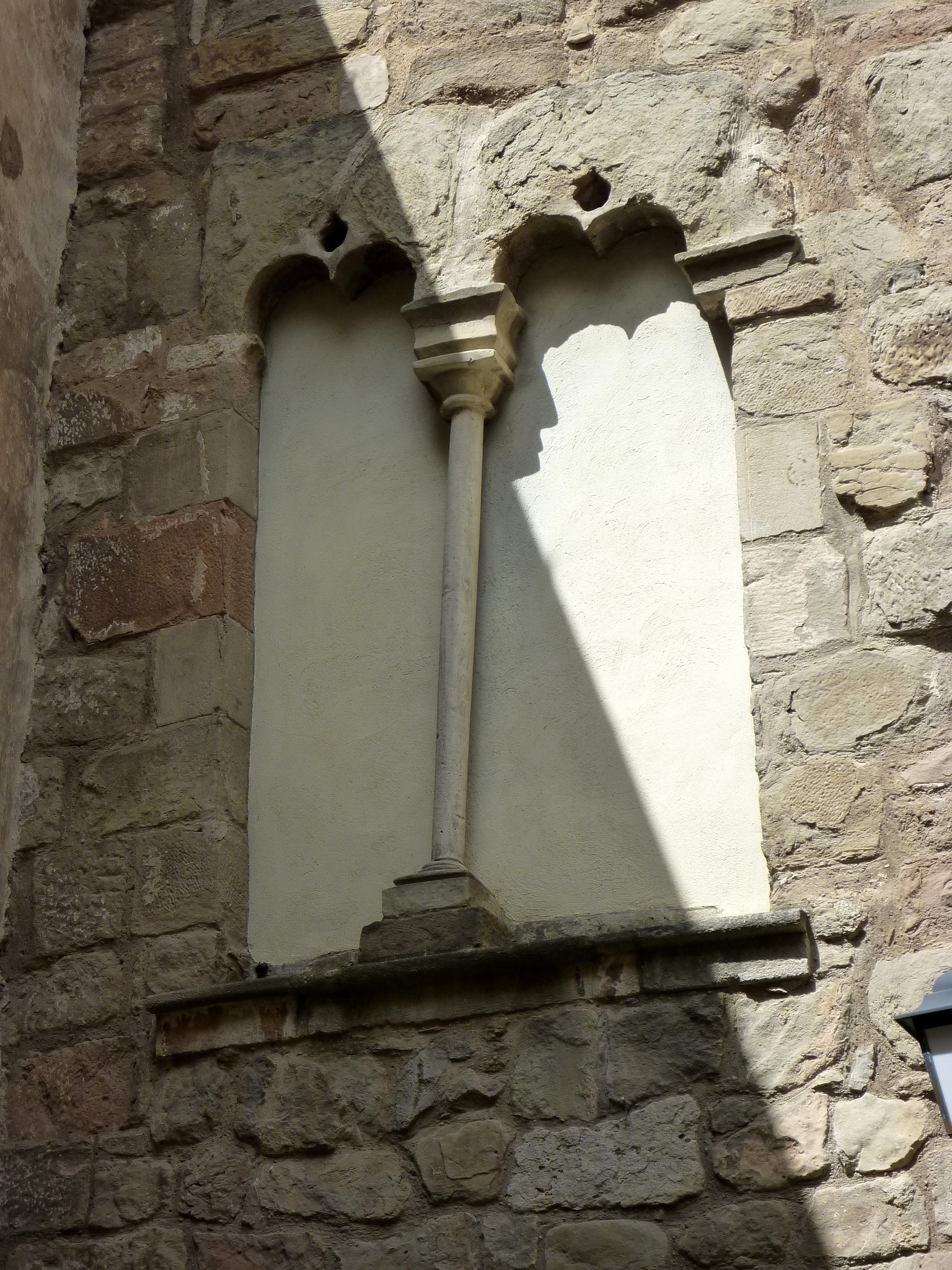
Finestra geminada
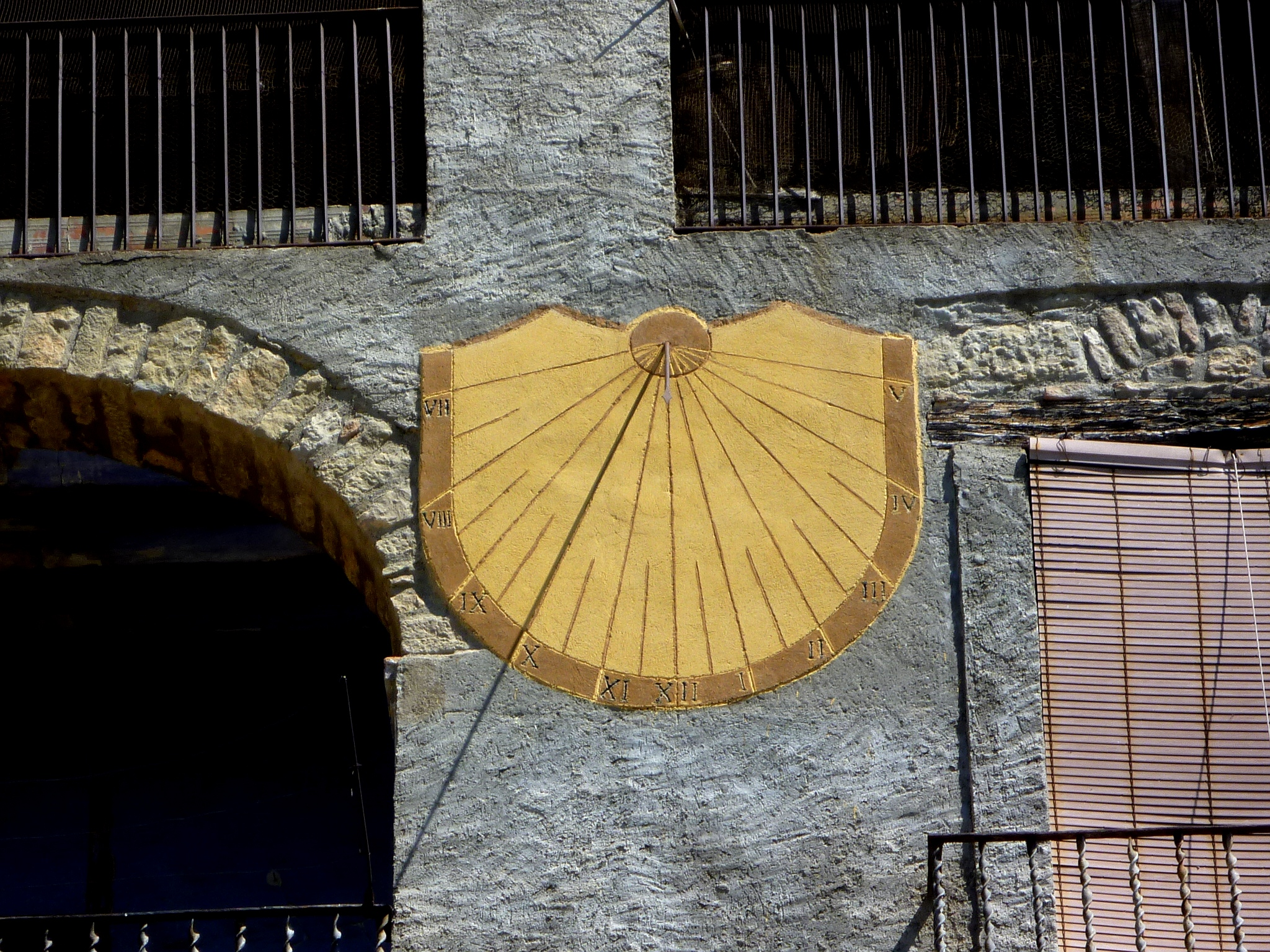
Rellotge de sol
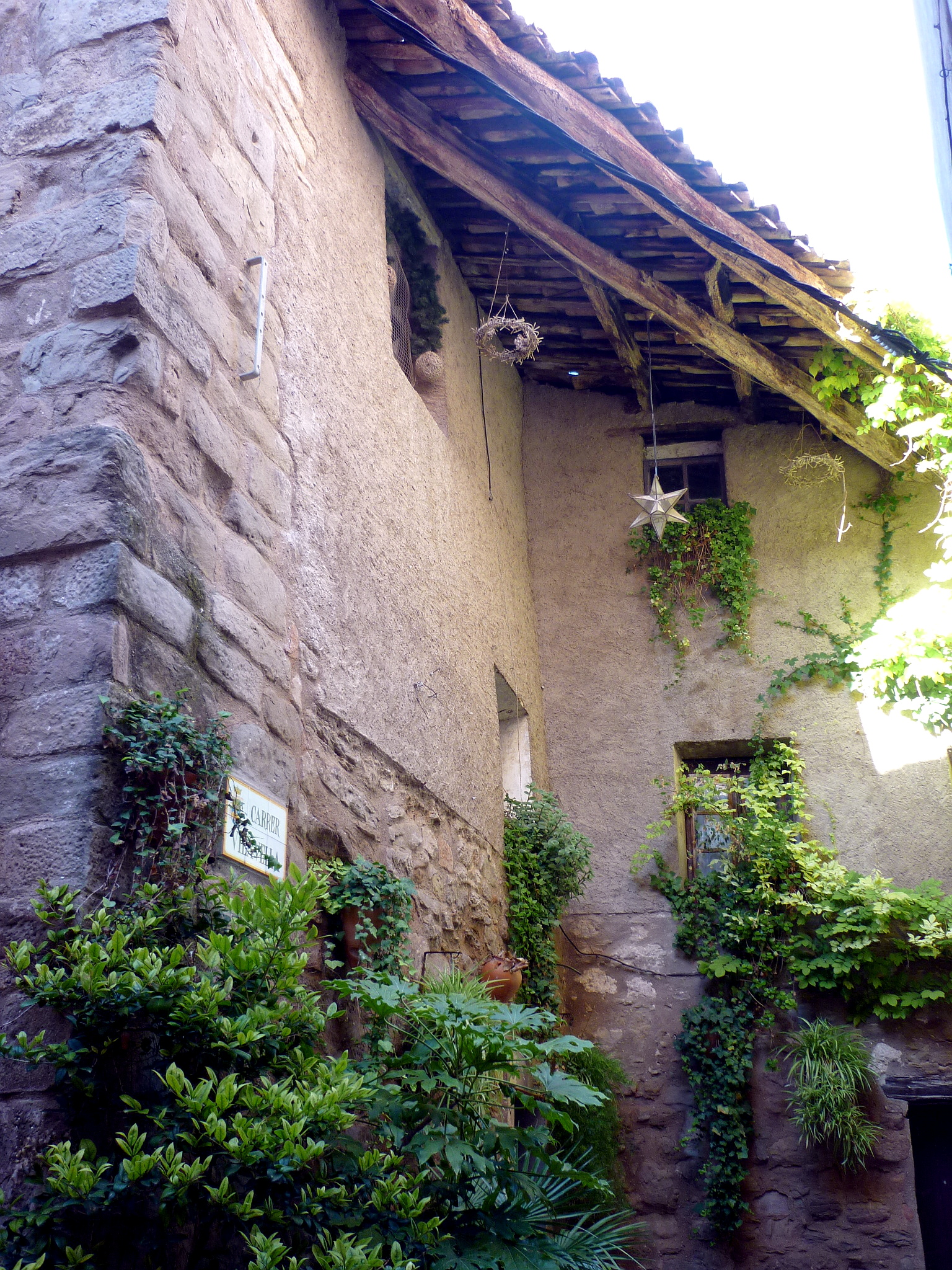
Façana c.Vila Vella